# 神大寺
神大寺（かんだいじ）は、古くは「神大寺村」といい、神奈川県横浜市神奈川区の町名である。神大寺一丁目から神大寺四丁目まであり、住居表示実施済み。横浜市において古くからある町名の一つである。郵便番号は221-0801。1984年（昭和59年）7月23日に廃止された神大寺町（かんだいじちょう）についてもこの項で述べる。

## 概要
神奈川区の中央部、六角橋と片倉の間に位置し、住宅と農地が混在する。戦前は「神臺地」（神台地）、「神代寺」、「神太寺」とも書いた。
最寄駅は横浜市営地下鉄ブルーライン片倉町駅、三ツ沢上町駅、三ツ沢下町駅、東急東横線白楽駅、反町駅である。また横浜市営バスの35・50系統や36・82・326系統を利用し、横浜駅などへ出ることができる。
昭和30年代までは横浜の純農村地域で30戸ほどの農家が里山の根などに集散し、江戸時代から稲作や畑作が盛んに行われていた。しかし、水田の大半は「谷戸田」と呼ばれる湿田で稲作をするには条件が悪かったため、米麦の栽培は ｢つみ田」と呼ばれる直播の方法で行われた。したがって、米の収量はそれほど多くなかった。大正期～昭和30年代にかけては、北・南・西の丘陵に広がる畑で黒葉大根が多く栽培され、特産であった。
現在の片倉～六角橋間の道（市道片倉六角橋線）は、菅田、羽沢方面から二ッ谷の市場に向かう野菜を積んだ牛車が見られるくらいで、自動車などはほとんど見られなかった。その道に沿うように、湧水と水田の絞れ水からなる「滝の川」が流れていた。現在の神大寺小学校や「コープかながわ 神大寺店」・「クリエイトSD 横浜神大寺店」のある平坦な土地には水田が一面に広がり、夏には蛙の鳴き声がうるさいほど響き、ホタルやノウサギなども見かけられた。

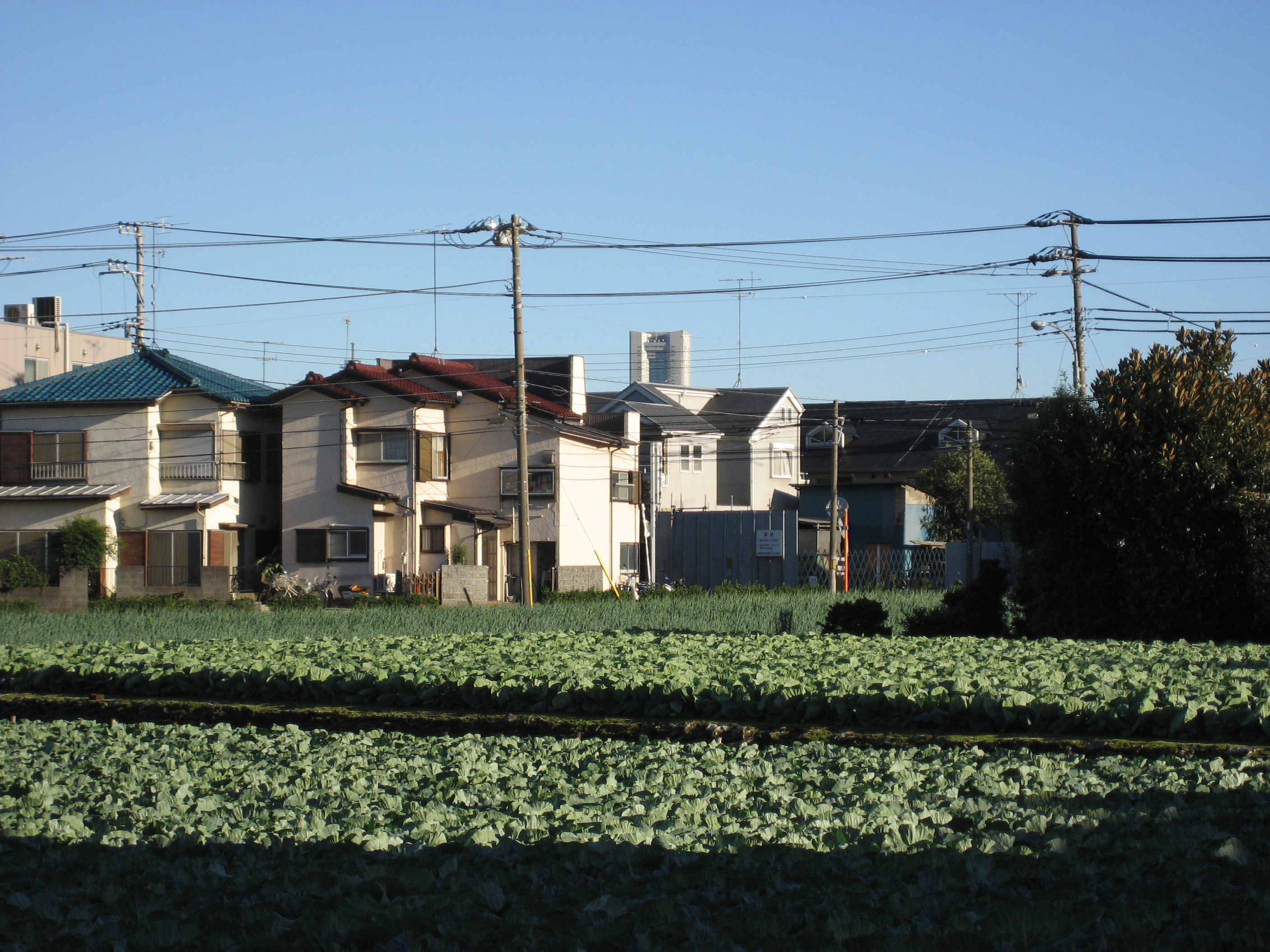
ランドマークタワー方向を望む（片倉・三ッ沢上町との境界付近）

2006年現在も、町内には「農業振興地域」・「生産緑地地区」と線引きされた区域があり、都市農業が意欲的に行われている。
町の急速な住宅化は、終戦後、それまで市街地に居住していた人たちが移り住んで来たことに始まった。以後、横浜駅に近いことなどから、昭和40年代には町の南部に大型の団地が多く建てられた。これによって、街の景観は一変した。
隣の片倉・六角橋と同様、坂が非常に多い地域である。
六角橋とは地域的な繋がりが大きい。六角橋中学校（六角橋五丁目33番1号）のある街区が神大寺四丁目の区域に食い込んでいるが、これは1965年に六角橋における住居表示の実施によって、神大寺町字東谷20番地だった住所が、六角橋五丁目に編入されたためである。さらに神大寺から離れた、六角橋二丁目にある「神橋小学校」は、神大寺町と六角橋の間にあるので「神橋」と名付けられた。
地区内の商業施設は、「ユーコープ 神大寺店」「クリエイトSD 横浜神大寺店」「Big-A 横浜南神大寺団地店」「ローソンストア100 六角橋店」などがあるが、近隣には「六角橋商店街」、片倉町駅近傍の「ユーコープ 片倉店」、岸根公園駅近傍の「トップ フレッシュマーケット岸根店」、東神奈川駅西口の「イオン 東神奈川店」「マルエツ 東神奈川店」などがある。なお、「横浜松坂屋ストア（旧イリクストア） 片倉町店」は2011年8月21日をもって閉店した。

### 地価
住宅地の地価は、2024年（令和6年）1月1日の公示地価によれば、神大寺3-21-7の地点で30万円/m²となっている。

## 歴史
最も古い記録は｢小田原記」に、「天文6年上杉朝定が北条氏綱を攻めんとした時に、片倉・神太寺に、要害を取り立て、出城（神大寺城）を置いた由」とある。
『新編武蔵風土記稿』には「民家スベテ26軒。所々ニ散住ス。…当村ハ、平地ナレドモ少ク高低アリ。天水場ニシテ常ニ旱損ノ患アリ。｣と記録されている。
- 1476年 - 太田道灌が小机城攻めの際に軍を率いて休んだとされ、その場所は「道灌森」と伝えられている。
- 江戸期 - この頃は橘樹郡神太寺村といい[7]、天領（幕府直轄地）で、神奈川宿の助郷の役目も負っていた。村高は86石余りのうち、田51石、畑35石だった。
- 1659年 - 六角橋村との間に入会馬草場の一件があり、片倉村、三枚橋村、岸根村が仲裁に入る。
- 1708年 - 富士山の噴火による火山灰により、耕地が使えなくなったため、名主を中心に年貢半減の嘆願書を幕府に提出。
- 1833年～1839年 - 天保の大飢饉の被害を受け、村では保存してきた飢饉用の米で飢えをしのいだ。
- 1867年 - 戊辰戦争。幕府「農兵隊」を組織し、神大寺村は四番組に割り当てられる。
- 1878年7月22日 - 郡区町村編制法により橘樹郡小机村の大字となる。当時の人口は戸数26軒161人。
- 1892年 - 「小机村」は「城郷村」（小机に城があったことに由来）と改称され、神大寺は城郷村の大字となった。
- 1927年4月1日 - 横浜市に編入され、横浜市神大寺町となる。
  - 10月1日 - 横浜市の区制施行により神奈川区に編入される。
- 1943年頃 - 徐々に宅地化が進行し始める。
- 1952年 - 市営バスが開通し、「神大寺」停留所が設置される。
- 1954年 - 三ツ沢に近い丘に市営住宅の建設が始まる。これにより早くから農村と都市との混在が始まった。
- 1961年5月1日 - 人口の増加によって神橋小学校神大寺分校が独立し、「横浜市立神大寺小学校」が創立。
- 1965年7月1日 - 六角橋地区の住居表示の実施に伴い、神大寺町の一部を六角橋五丁目に編入する[9]。
- 1960年代後半 - 「片倉台団地」が建設された(昭和59年7月23日の住居表示の実施により片倉一丁目に編入)。
- 1970年代前半 - 「横浜ハイタウン」「南神大寺団地」が建設された。
- 1970年6月1日 - 三ツ沢地区の住居表示の実施に伴い、三ツ沢上町、三ツ沢中町、三ツ沢下町の各一部を編入する[10]。
- 1971年 - 人口増加が著しくなり、「横浜市立中丸小学校」創立。
- 1974年 - 「南神大寺小学校」創立。
- 1980年代前半 - 「西神大寺団地」が建設された。
- 1984年 - 「滝野川」が暗渠化される。
  - 7月23日 - 住居表示の実施に伴い、神大寺町の一部から神大寺一丁目～神大寺四丁目が新設され、残部は片倉町、片倉一丁目に編入され神大寺町は廃止となる[11]。

## 地名の由来
町名の由来は戦国時代に、小机城主の笠原越前守信為（かさはらえちぜんのかみのぶため）が亡父、笠原能登守信隆（-のとのかみのぶたか）の追善供養のため、龍が潜むという言い伝えのある「龍池」があったとされるこの地に、寺を建てたことに由来する。寺は二代目住職の天叟順孝（てんそうじゅんこう）の代に火災に遭ったため小机に移り、これが現在の「雲松院」となった。その後、当地に寺は無くなったが、その寺号が地名として残ったと言い伝えられている。

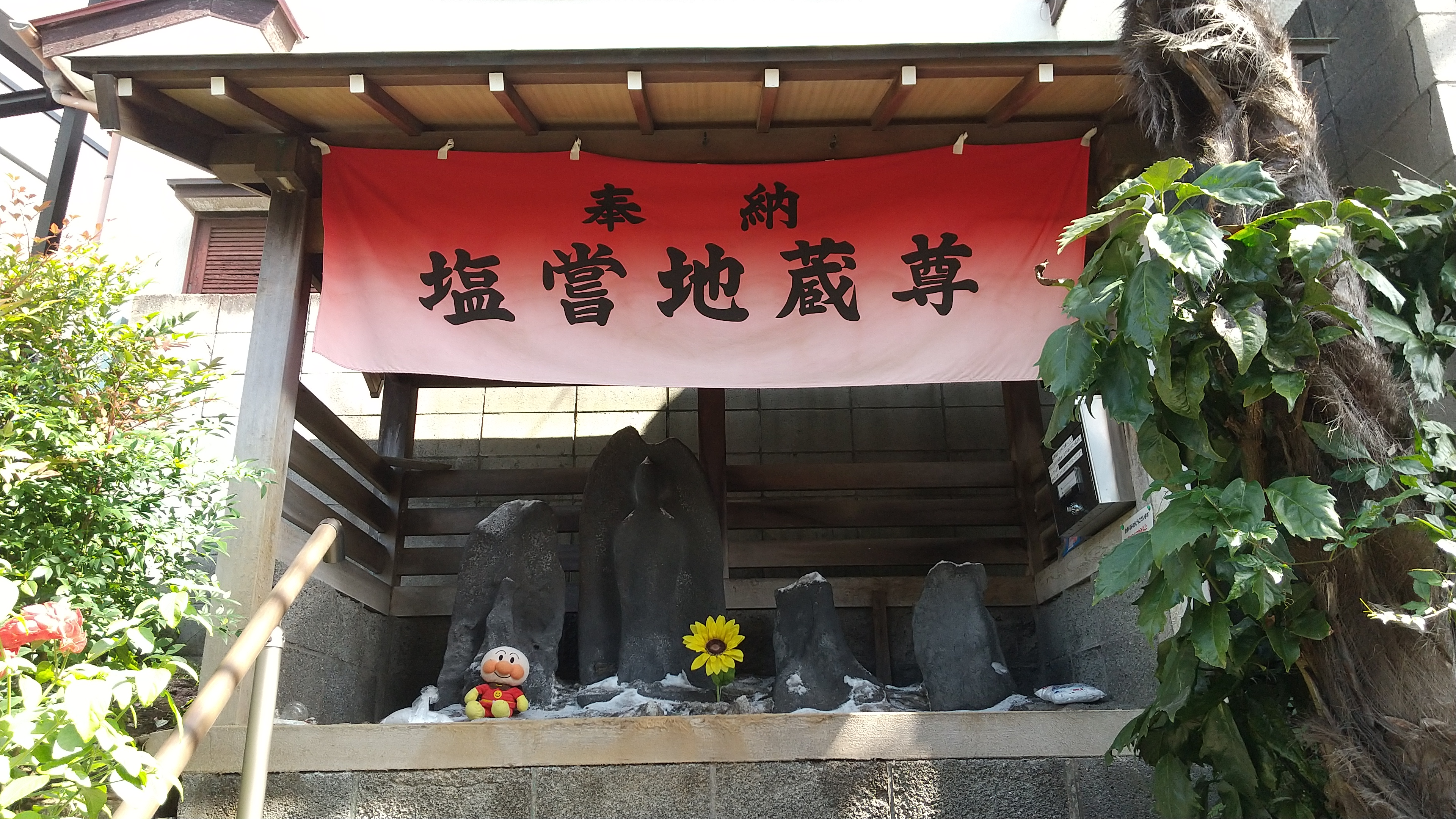
塩嘗地蔵

神大寺のあった場所は現在も定かでなく、資料も発見されていないが、町の中央付近にある「塩嘗地蔵」（塩を供えるいぼ取り地蔵）のある辺りの畑から太平洋戦争中に「骨壷」と「六文銭」が地元農家によって発見された。戦時中の混乱の中でこの骨壷の行方が解らなくなったが、もし笠原氏のものであったとすれば、その辺りに存在したと推測できる。また、塩嘗地蔵は神大寺の門前にあたるという説もある。
近くに神奈川大学横浜キャンパスがあり、同大学が「神大（じんだい）」と略称されるため、また東京都調布市の「深大寺（じんだいじ）」からの類推により、土地に馴染みのない人から「じんだいじ」と誤読されることが多いが、関連は全くない。

### 笠原信為
笠原信為（-1557）は、戦国時代の武将で北条氏綱に仕えた人物。小机城代となり、神大寺（曹洞宗臥龍山雲松院）の開基となる。死後、菅田の道慶谷戸において荼毘（火葬）に付され、神大寺に葬られた。

## 行事
古くから地元の旧家には五穀豊穣を願う行事、豊作を祝う各種行事が現在でも行われている。
- 五節句
- 重陽の節句 - かつて神大寺の旧家では9月9日に行わず、9月19日に行っていた。それは、昔この辺りを治めていたという「平尾内膳」という武将が、9月9日に神奈川にて討死したということからその日を避けるようになったという。
- 盆踊り（神大寺音頭がある。かつては日枝橋の橋の上に櫓を建てて行っていた。）
- 日枝神社祭礼（昔は豊作の年のみ行っていたが、現在では毎年行うようになった。「神大寺囃子」がある。）
- 地神講 - （春・秋の彼岸近くに集落内の「宿」と呼ばれる持ち回りの家に集まり、その家に土地の神様を祀り、その年の農作物の豊作を祈願する。）
- 稲荷講 - （2月の初午の日に農家の屋敷内にある稲荷に詣で豊作を祈る。）
- 恵比寿講 - 竃の神を祀り一年の無事を感謝する。魚を供える。
- 庚申講 -
- 念仏講
- ミカリバアサン - 毎年、12月4日の夜にはミカリバアサンという妖怪が来るという。その日は外に干してある農作物や履物などを全て家に入れ、落穂で作ったツジョウダンゴ（オッパキダンゴ）というものを作って門口にさすという。横浜市北部地域特に旧橘樹郡でみられた伝承。

## 世帯数と人口
2025年（令和7年）6月30日現在（横浜市発表）の世帯数と人口は以下の通りである。
| 丁目         | 世帯数    | 人口     |
| ------------ | --------- | -------- |
| 神大寺一丁目 | 1,764世帯 | 3,266人  |
| 神大寺二丁目 | 2,841世帯 | 4,738人  |
| 神大寺三丁目 | 1,413世帯 | 2,797人  |
| 神大寺四丁目 | 1,198世帯 | 2,416人  |
| 計           | 7,216世帯 | 13,217人 |

### 人口の変遷
国勢調査による人口の推移。
| 年                 | 人口   |
| ------------------ | ------ |
| 1995年（平成7年）  | 14,373 |
| 2000年（平成12年） | 14,160 |
| 2005年（平成17年） | 14,241 |
| 2010年（平成22年） | 14,088 |
| 2015年（平成27年） | 13,926 |
| 2020年（令和2年）  | 13,816 |

### 世帯数の変遷
国勢調査による世帯数の推移。
| 年                 | 世帯数 |
| ------------------ | ------ |
| 1995年（平成7年）  | 5,822  |
| 2000年（平成12年） | 6,003  |
| 2005年（平成17年） | 6,337  |
| 2010年（平成22年） | 6,644  |
| 2015年（平成27年） | 6,687  |
| 2020年（令和2年）  | 6,945  |

## 学区
市立小・中学校に通う場合、学区は以下の通りとなる（2024年11月時点）。
| 丁目         | 番地                                                                                        | 小学校                 | 中学校               |
| ------------ | ------------------------------------------------------------------------------------------- | ---------------------- | -------------------- |
| 神大寺一丁目 | 1〜40番                                                                                     | 横浜市立南神大寺小学校 | 横浜市立松本中学校   |
| 神大寺一丁目 | 41〜42番                                                                                    | 横浜市立神大寺小学校   | 横浜市立六角橋中学校 |
| 神大寺二丁目 | 10番 12番1〜32号 13番〜14番23号 14番25号〜21番 23番7〜8号 24〜31番 32番1〜2号 34〜37番 41番 | 横浜市立神大寺小学校   | 横浜市立六角橋中学校 |
| 神大寺二丁目 | 1〜9番 11番 12番33号 14番24号 22番 23番1〜6号 32番3号〜33番 38〜40番                        | 横浜市立南神大寺小学校 | 横浜市立松本中学校   |
| 神大寺三丁目 | 1〜25番                                                                                     | 横浜市立中丸小学校     | 横浜市立六角橋中学校 |
| 神大寺三丁目 | 26〜35番                                                                                    | 横浜市立神大寺小学校   | 横浜市立六角橋中学校 |
| 神大寺四丁目 | 全域                                                                                        | 横浜市立神大寺小学校   | 横浜市立六角橋中学校 |

## 事業所
2021年（令和3年）現在の経済センサス調査による事業所数と従業員数は以下の通りである。
| 丁目         | 事業所数  | 従業員数 |
| ------------ | --------- | -------- |
| 神大寺一丁目 | 33事業所  | 199人    |
| 神大寺二丁目 | 69事業所  | 615人    |
| 神大寺三丁目 | 68事業所  | 843人    |
| 神大寺四丁目 | 48事業所  | 327人    |
| 計           | 218事業所 | 1,984人  |

### 事業者数の変遷
経済センサスによる事業所数の推移。
| 年                 | 事業者数 |
| ------------------ | -------- |
| 2016年（平成28年） | 204      |
| 2021年（令和3年）  | 218      |

### 従業員数の変遷
経済センサスによる従業員数の推移。
| 年                 | 従業員数 |
| ------------------ | -------- |
| 2016年（平成28年） | 1,708    |
| 2021年（令和3年）  | 1,984    |

## 施設
- 神大寺一丁目
  - ローソン横浜神大寺一丁目店
  - 甚行寺墓地
- 神大寺二丁目
  - 横浜市神大寺地区センター
  - 横浜市神奈川土木事務所
  - UR南神大寺団地
  - 横浜市立神大寺保育園
  - 神大寺幼稚園
  - 横浜市立南神大寺小学校
  - ユーコープ神大寺店

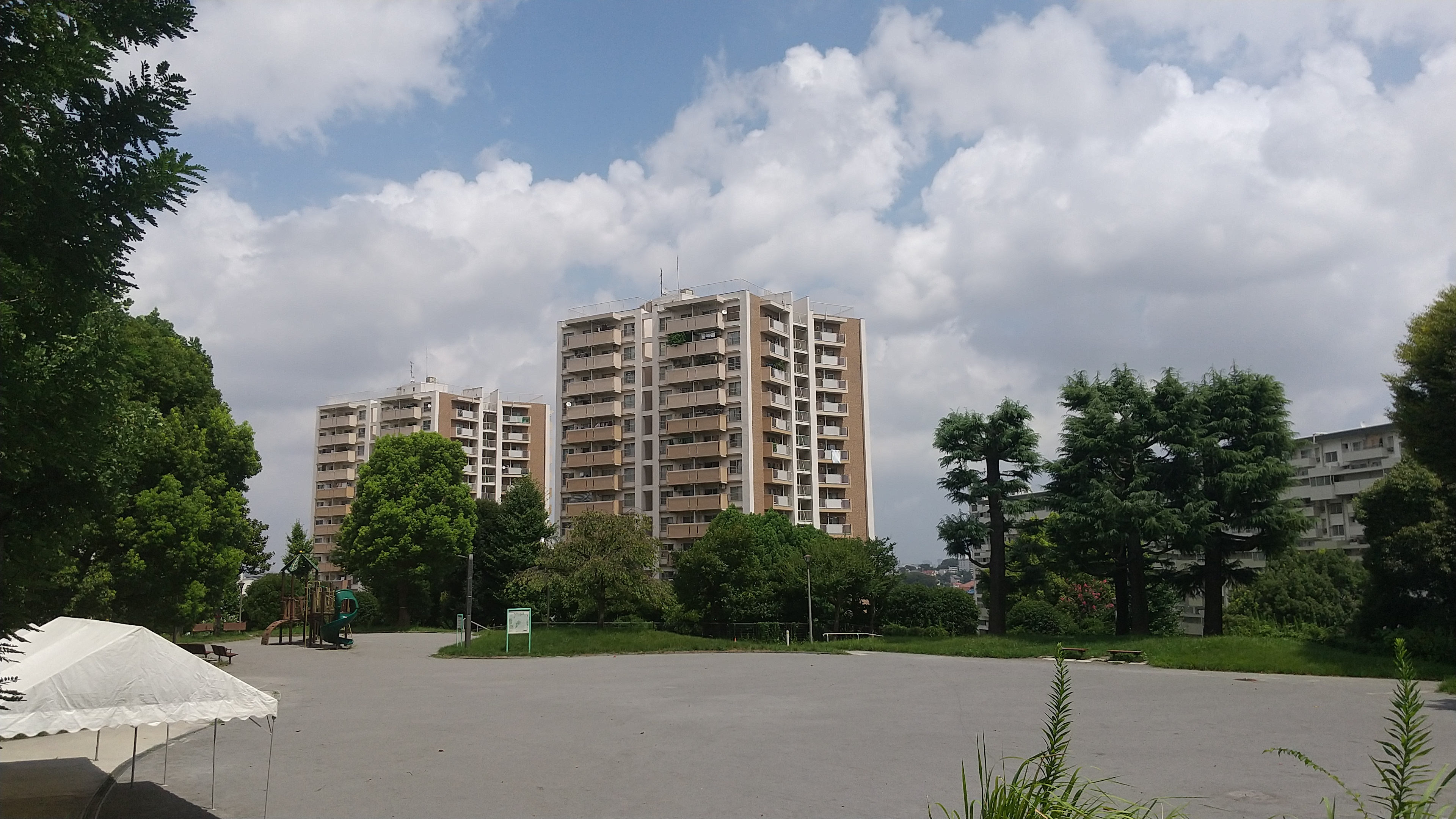
南神大寺団地

  - JA横浜神奈川支店・神奈川地区営農経済センター・メルカートかながわ
  - Big-A横浜南神大寺団地店
- 神大寺三丁目
  - 横浜市立神大寺小学校
  - 横浜市立中丸小学校
  - 神大寺中央公園 - こどもログハウス トムソーヤがあり比較的大き目の公園。
  - 紫雲会横浜病院
- 神大寺四丁目
  - 横浜神大寺郵便局

### 旧跡
いずれにも住宅化と人口増加の中で姿を消したものがあるが、かつての農村時代に付けられていた区画の字名や太田道灌と関わりの深い旧跡も多い。
- 日枝橋
- 日枝神社（山王社）
- 塩嘗（しおなめ）地蔵
- 庚申塔
- 地神塔
- 馬頭観音
- 九養塚
- 滝野川
- 鎌倉街道[21]
- 八王子往還

### 旧小字
谷あいの地域だったので、「谷戸」など地形を表すものが多い。
- 道灌森
- 市蔵谷戸
- 磔原
- 鍋谷窪
- カマスッ原
- ゲタ藪

以下は住居表示実施直前まで存在した字である。
- 池谷（池ノ谷戸）
- 長山
- 赤田谷（赤田谷戸）
- 南原
- 前耕地
- 西原
- 中丸
- 東谷（東谷戸）
- 北原

## その他

### 日本郵便
- 郵便番号 : 221-0801[3]（集配局：神奈川郵便局[22]）

### 警察
町内の警察の管轄区域は以下の通りである。
| 丁目         | 番・番地等 | 警察署       | 交番・駐在所 |
| ------------ | ---------- | ------------ | ------------ |
| 神大寺一丁目 | 全域       | 神奈川警察署 | 神大寺交番   |
| 神大寺二丁目 | 全域       | 神奈川警察署 | 神大寺交番   |
| 神大寺三丁目 | 全域       | 神奈川警察署 | 神大寺交番   |
| 神大寺四丁目 | 全域       | 神奈川警察署 | 神大寺交番   |